# Denis Potvin
Denis Charles Potvin (* 29. října 1953 Vanier, Ontario) je bývalý kanadský hokejový obránce. Jeho kariéra je spojena s týmem New York Islanders v NHL, se nímž vybojoval čtyřikrát Stanley Cup. U příležitosti 100. výročí NHL byl v lednu 2017 vybrán jako jeden ze sta nejlepších hráčů historie ligy. Jeho bratr Jean Potvin je také bývalý hokejový obránce, po řadu let byli spoluhráči v New York Islanders.

## Hráčská kariéra

### Klubová kariéra
Jako junior hrával za Ottawa 67s, kde zaujal výbornými výkony. V sezóně 1972/1973 dosáhl jako obránce výjimečné produktivity s průměrem těsně nad 2 body na utkání. V roce 1973 byl draftován z prvního místa týmem New York Islanders, kteří v předchozí sezóně jako nováček dosáhli jen 12 výher. Montreal nabídl ihned manažerovi Islanders Billu Torreyovi výměnou za novou jedničku draftu několik zkušených hráčů, Torrey ale vsadil na dlouhodobou perspektivu. Velká očekávání začal Denis Potvin brzy plnit, ve své první sezóně vybojoval Calder Memorial Trophy pro nejlepšího nováčka NHL, poté v letech 1975/76, 1977/78 a 1978/79 třikrát Norrisovu trofej pro nejlepšího obránce. Z hlediska produktivity byl pro něj nejúspěšnější ročník 1978/1979, když jako druhý obránce historie (po Bobby Orrovi překonal hranici 30 gólů a 100 kanadských bodů v sezóně. Byl spolu s Larry Robinsonem považován za nejlepšího obránce své doby. 

Mimo kluziště byl znám svou přímočarostí a výřečností, které mu občas přinášely potíže, později se je však naučil využívat v pozitivním smyslu. Od sezóny 1979/1980 působil jako kapitán Islanders. Z hlediska individuálních statistik následující sezóny pro něj již nebyly tak úspěšné, jako kapitán však dovedl tým ke čtyřem vítězstvím ve Stanley Cupu v řadě. V této funkci působil až do roku 1988 a v každé ze svých osmi kapitánských sezón dovedl dříve podceňované mužstvo do play-off.
Kariéru ukončil v roce 1988 jako historicky nejproduktivnější obránce v základní části i play-off. Ve statistikách za celou kariéru překonal i Bobby Orra, odehrál však o 403 utkání více. Bodový průměr měl těsně pod 1 bod na utkání (Bobby Orr 1,39 bodu na utkání). V roce 1993 dostal ještě nabídku od New York Rangres vrátit se na led, avšak odmítl ji. Po ukončení aktivní kariéry působí jako hokejový komentátor.

### Reprezentační kariéra
Kanadu reprezentoval na Kanadském poháru 1976, kde přispěl k vítězství mužstva a skončil třetí v kanadském bodování turnaje (těsně za Bobby Orrem). O pět let později byl členem kanadského týmu, který na stejném turnaji obsadil druhé místo.

## Úspěchy a ocenění
Týmové
- vítězství ve Stanley Cupu - 1980, 1981, 1982, 1983 s New York Islanders
- vítězství na Kanadském poháru 1976, druhé místo na Kanadském poháru 1981

Individuální
- Calder Memorial Trophy pro nejlepšího nováčka NHL 1974
- James Norris Memorial Trophy pro nejlepšího obránce 1976, 1978, 1979
- člen Hokejové síně slávy od roku 1991
- jeho číslo #5 bylo v roce 1992 vyřazeno v New York Islanders
- v roce 1998 byl hokejovým týdeníkem The Hockey News vybrán do stovky nejlepších hráčů historie jako číslo 19

## Rekordy
Rekordy byly platné v době ukončení kariéry, všechny byly od té doby překonány:
- nejproduktivnější obránce v základní části - 1052 bodů (v prosinci 2010 sedmý v historickém pořadí mezi obránci, mezi všemi hráči 62.)
- nejlepší střelec základní části mezi obránci - 310 gólů (prosinec 2010: pátý v historickém pořadí)
- nejvíce asistencí obránce v základní části (prosinec 2010: desátý v historickém pořadí)
- nejproduktivnější obránce play-off – 164 bodů (prosinec 2010: čtvrté místo v historickém pořadí)
- nejlepší střelec play-off mezi obránci – 56 gólů (prosinec 2010 – druhý v historickém pořadí za Paulem Coffeym)
- nejlepší nahrávač play-off mezi obránci – 108 asistencí (prosinec 2010: osmý v historickém pořadí)

## Prvenství
- Debut v NHL – 10. října 1973 (Atlanta Flames proti New York Islanders)
- První asistence v NHL – 16. října 1973 (New York Islanders proti Los Angeles Kings)
- První gól v NHL – 27. října 1973 (New York Islanders proti New York Rangers, kanadskému brankáři Ed Giacomin)
- První hattrick v NHL – 25. ledna 1975 (Los Angeles Kings proti Los Angeles Kings)

## Klubové statistiky
| Sezóna     | Klub               | Soutěž     |      | Základní část | Základní část | Základní část | Základní část | Základní část |    | Play off | Play off | Play off | Play off | Play off |
| Sezóna     | Klub               | Soutěž     | Z    | G             | A             | B             | TM            | Z             | G  | A        | B        | TM       |          |          |
| 1968–69    | Ottawa 67's        | OHA        | 46   | 12            | 25            | 37            | 83            | —             | —  | —        | —        | —        |          |          |
| 1969–70    | Ottawa 67's        | OHA        | 42   | 13            | 18            | 31            | 97            | 5             | 2  | 1        | 3        | 9        |          |          |
| 1970–71    | Ottawa 67's        | OHA        | 57   | 20            | 58            | 78            | 200           | 11            | 4  | 6        | 10       | 26       |          |          |
| 1971–72    | Ottawa 67's        | OHA        | 48   | 15            | 45            | 60            | 188           | —             | —  | —        | —        | —        |          |          |
| 1972–73    | Ottawa 67's        | OHA        | 61   | 35            | 88            | 123           | 232           | 9             | 6  | 10       | 16       | 22       |          |          |
| 1973–74    | New York Islanders | NHL        | 77   | 17            | 37            | 54            | 175           | —             | —  | —        | —        | —        |          |          |
| 1974–75    | New York Islanders | NHL        | 79   | 21            | 55            | 76            | 105           | 17            | 5  | 9        | 14       | 30       |          |          |
| 1975–76    | New York Islanders | NHL        | 78   | 31            | 67            | 98            | 100           | 13            | 5  | 14       | 19       | 32       |          |          |
| 1976–77    | New York Islanders | NHL        | 80   | 25            | 55            | 80            | 103           | 12            | 6  | 4        | 10       | 20       |          |          |
| 1977–78    | New York Islanders | NHL        | 80   | 30            | 64            | 94            | 81            | 7             | 2  | 2        | 4        | 6        |          |          |
| 1978–79    | New York Islanders | NHL        | 73   | 31            | 70            | 101           | 58            | 10            | 4  | 7        | 11       | 8        |          |          |
| 1979–80    | New York Islanders | NHL        | 31   | 8             | 33            | 41            | 44            | 21            | 6  | 13       | 19       | 24       |          |          |
| 1980–81    | New York Islanders | NHL        | 74   | 20            | 56            | 76            | 104           | 18            | 8  | 17       | 25       | 16       |          |          |
| 1981–82    | New York Islanders | NHL        | 60   | 24            | 37            | 61            | 83            | 19            | 5  | 16       | 21       | 30       |          |          |
| 1982–83    | New York Islanders | NHL        | 69   | 12            | 54            | 66            | 60            | 20            | 8  | 12       | 20       | 22       |          |          |
| 1983–84    | New York Islanders | NHL        | 78   | 22            | 63            | 85            | 87            | 20            | 1  | 5        | 6        | 28       |          |          |
| 1984–85    | New York Islanders | NHL        | 77   | 17            | 51            | 68            | 96            | 10            | 3  | 2        | 5        | 10       |          |          |
| 1985–86    | New York Islanders | NHL        | 74   | 21            | 38            | 59            | 78            | 3             | 0  | 1        | 1        | 0        |          |          |
| 1986–87    | New York Islanders | NHL        | 58   | 12            | 30            | 42            | 70            | 10            | 2  | 2        | 4        | 21       |          |          |
| 1987–88    | New York Islanders | NHL        | 72   | 19            | 32            | 51            | 112           | 5             | 1  | 4        | 5        | 6        |          |          |
| OHA celkem | OHA celkem         | OHA celkem | 254  | 95            | 234           | 329           | 800           | 25            | 12 | 17       | 29       | 57       |          |          |
| NHL celkem | NHL celkem         | NHL celkem | 1060 | 310           | 742           | 1052          | 1356          | 185           | 56 | 108      | 164      | 253      |          |          |

## Reprezentace
| Rok                       | Tým                       | Soutěž                    | Z  | G | A  | B  | TM |
| ------------------------- | ------------------------- | ------------------------- | -- | - | -- | -- | -- |
| 1976                      | Kanada                    | KP                        | 7  | 1 | 8  | 9  | 16 |
| 1981                      | Kanada                    | KP                        | 7  | 2 | 5  | 7  | 12 |
| 1986                      | Kanada                    | MS                        | 7  | 1 | 4  | 5  | 6  |
| Seniorská kariéra celkově | Seniorská kariéra celkově | Seniorská kariéra celkově | 21 | 4 | 17 | 21 | 34 |